# Late to da Party
Late to da Party è un singolo dei rapper statunitensi Lil Nas X e YoungBoy Never Broke Again, pubblicato il 24 giugno 2022.

## Descrizione
Il brano è stato scritto da Lil Nas X, YoungBoy Never Broke Again, David Biral, Denzel Baptiste e Jason Goldberg ed è stato prodotto da Biral e Baptiste, che compongono il duo di produttori Take a Daytrip, insieme a Cheese.
Sottotitolato F*ck BET, Late to da Party è stato concepito dopo che Lil Nas X non ha ricevuto neanche una candidatura ai BET Awards del 2022, il principale riconoscimento di musica hip hop, fatto che ha portato l'artista apertamente gay ad accusare l'organizzazione di averlo ignorato come conseguenza del «problema dell'omofobia nella comunità afroamericana». La copertina del singolo mostra un uomo che urina su un premio BET, chiaro tributo all'iconica foto postata su Twitter da Kanye West in cui urina su un Grammy posto in un WC.

## Video musicale
Il video musicale, diretto da Gibson Hazard, è stato pubblicato in concomitanza con l'uscita del singolo digitale.

## Tracce
Testi e musiche di Montero Hill, Kentrell Gaulden, David Biral, Denzel Baptiste e Jason Goldberg.
1. Late to da Party – 3:00

## Classifiche
| Classifica (2022) | Posizione massima |
| ----------------- | ----------------- |
| Canada            | 42                |
| Irlanda           | 83                |
| Lituania          | 86                |
| Stati Uniti       | 67                |